# Acteana alazonica
Acteana alazonica is een rechtvleugelig insect uit de familie veldsprinkhanen (Acrididae). De wetenschappelijke naam van deze soort is voor het eerst geldig gepubliceerd in 1896 door Karsch.
1. ↑  (en) Acteana alazonica op de IUCN Red List of Threatened Species.